# Fábio Máximo
Quinto Fábio Máximo (275 –203 a.C.; em latim: Quintus Fabius Maximus Verrucosus) foi um político da gente Fábia da República Romana eleito cônsul por cinco vezes, em 233, 228, 215, 214 e 209 a.C. com Mânio Pompônio Matão, Espúrio Carvílio Máximo Ruga, Tibério Semprônio Graco (suf.), Marco Cláudio Marcelo e Quinto Fúlvio Flaco respectivamente. Além disso, foi nomeado ditador em duas ocasiões, em 221 e 217 a.C.. Era filho de Quinto Fábio Máximo Gurges, cônsul em 265 a.C., e pai de Quinto Fábio Máximo, cônsul em 213 a.C.. Além de seu agnome "Verrucosus" ("verrugoso"), provavelmente uma referência à sua aparência, era conhecido também como "Cunctator" ("Protelador",  "o que adia" ou "o que se prepara para o dia da batalha"), uma referência à sua tática para combater Aníbal durante a Segunda Guerra Púnica.

## Período entre guerras

### Primeiro consulado (233 a.C.)
É bastante provável que Fábio tenha participado da Primeira Guerra Púnica (264-241 a.C.), mas não se sabe em que função. Além de seu desejável teor estratégico sobre a determinação de condições importantes para Roma, teve também a sua colação sobre o valor de seu transbordo causado pelo ímpeto necessário para resguardar suas estratégias enquanto ordenava suas tropas. Mas, terminada a guerra, sua ascensão foi bastante rápida. Em 233 a.C., foi eleito cônsul com Mânio Pompônio Matão. Enquanto seu colega lutava na Sardenha, Fábio obteve um triunfo sobre os lígures e, em agradecimento, dedicou o Templo da Honra e da Virtude.

### Censor (230 a.C.)
Foi eleito censor em 230 a.C. com Marco Semprônio Tuditano.

### Segundo consulado (228 a.C.)
Em 228 a.C., foi eleito novamente, desta vez com Espúrio Carvílio Máximo Ruga, ano em que, segundo Cícero não opôs resistência, assim como o seu colega, à Lex Flaminia, a lei agrária do tribuno da plebe Caio Flamínio que propunha para a divisão das terras da Gália Cisalpina. Políbio  porém, data a lei agrária de Caio Flamínio quatro anos antes, no consulado de Marco Emílio Lépido (232 a.C.).

### Primeira ditadura (221 a.C.)
Em 221 a.C., foi nomeado ditador comitiorum habendorum causa para convocar a Assembleia das centúrias na ausência dos cônsules. Seu mestre da cavalaria (magister equitum) foi Caio Flamínio.

## Segunda Guerra Púnica
Em 218 a.C., antes do início da guerra, Fábio foi um dos embaixadores enviados a Cartago para exigir o ressarcimento pelo ataque a Sagunto.

### Segunda ditadura (217 a.C.)
Em 217 a.C., logo depois da derrota na Batalha do Lago Trasimeno, Fábio foi nomeado ditador novamente ou, mais corretamente, um "proditador", pois não foi oficialmente nomeado por um cônsul. A partir daí, como a guerra contra Aníbal era puramente defensiva, Fábio tornou-se a pessoa mais importante em Roma. Apesar de não ser o mais habilidoso dos generais, Fábio, mais do que todos os seus contemporâneos, entendia a tática e a geniosidade de Aníbal e situação complicada pela qual passava a República Romana. Cícero afirmou que Fábio "enervou a Guerra Púnica" (em latim: "snervò la seconda guerra punica"), um elogio mais verdadeiro que o de Ênio, que disse que "um homem restituiu o nosso estado adiando" (em latim: "unus homo nobis cunctando restituit rem"); enquanto Marcelo e Cipião recuperaram a grandeza militar da República, Fábio permitiu que ela recuperasse o básico.
Seu primeiro ato como ditador foi acalmar e melhorar o ânimo dos romanos realizando sacrifícios solenes e suplicando ajuda aos deuses romanos enquanto tornava o Lácio e as regiões vizinhas inexpugnáveis para o inimigo, desviando Aníbal de Roma. Quando escolhia um local para estacionar seus exércitos, seguia um plano imutável e simples: evitava o contato direto com inimigo mudando o acampamento de um planalto para outro, negando à cavalaria númida e à infantaria ibera suas vantagens. A partir destes acampamentos protegidos, vigiava atentamente os movimentos de Aníbal, capturando unidades que se separassem do exército principal, especialmente as que saíam em busca de suprimentos ou saques, obrigando a Aníbal a exaurir suas forças e as de seus aliados com pedidos urgentes e manobras desnecessárias. Esta estratégia provocou grande polêmica, pois os romanos eram um povo belicoso e orgulhoso. Nas palavras de Políbio:
| “ | Fábio havia decidido não arriscar e não dar combate [a Aníbal]. [...] Inicialmente, todos o consideraram incapaz e um covarde [...] mas o tempo obrigou todos a darem-lhe razão e admitirem que ninguém seria capaz de enfrentar aquele momento delicado de maneira mais calma e inteligente. Depois, os fatos deram razão à sua tática. | ” |
|   | — Políbio III, 89, 3-4. |   |

Ficou famosa uma ocasião na qual Fábio encurralou Aníbal em um dos vales entre Cales e Volturno, principalmente pela forma como os cartagineses conseguiram escapar, amarrando tochas acesas em chifres de bois e fazendo-os correr morro abaixo, atraindo a atenção dos romanos.

Rota da invasão de Aníbal (em verde), o principal adversário de Fábio Máximo na Segunda Guerra Púnica

Contudo, em Roma e no exército, a prudência de Fábio acabou sendo interpretada de modo errado. Os romanos chegaram a suspeitar de que ele estaria prolongando a guerra propositalmente para se manter no comando, por covardia, inépcia ou até mesmo traição, depois que Aníbal passou a queimar todas as propriedades pelas quais passava, exceto as de Fábio, justamente para criar suspeita sobre seu principal adversário. Posteriormente, o próprio Fábio doou a produção destas mesmas propriedades para resgatar prisioneiros romanos. Na época, apenas Aníbal apreciava a tática de Fábio.
Finalmente, o seu mestre da cavalaria, Marco Minúcio Rufo, à frente de seus opositores, e o Senado, irritado com a devastação da Campânia, se aliaram à plebe, impaciente com a guerra que se prolongava, para condenar a política do ditador. Minúcio, durante uma breve ausência de Fábio do acampamento, conseguiu uma pequena vitória sobre as forças de Aníbal. Um tribuno da plebe, Marco Metílio, apresentou uma proposta de lei para dividir o comando em partes iguais entre o ditador e o mestre da cavalaria, que foi rapidamente aceita pelo Senado e pelas assembleias tribais. Pela primeira vez, havia dois ditadores em Roma, mas, ao invés de alternar o comando dia a dia, como era o costume entre os cônsules, Fábio preferiu dividir o exército em dois. Aníbal tratou de aproveitar rapidamente da situação e atraiu Rufo para uma emboscada. Na Batalha de Gerônio, as forças de Rufo só não foram destruídas por que Fábio atacou a retaguarda cartaginesa com suas forças, salvando os romanos de mais um desastre. Arrependido e agradecido, Rufo renunciou ao cargo logo em seguida. Conta-se que Aníbal, vendo Fábio descendo a colina, teria dito: "a nuvem que costumava observar do alto do monte finalmente se transformou numa chuva tempestuosa".
Rufo, precipitado, mas honesto, não aceita nenhum outro comando enquanto Fábio, obedientemente, deixa o cargo depois de seis meses como mandava a lei, deixando um bom exemplo aos cônsules do ano seguinte. Lúcio Emílio Paulo foi seu seguidor, mas Caio Terêncio Varrão ignorou seu exemplo e juntou o povo através das assembleias populares para conseguir apoio para o seu plano de abandonar a estratégia fabiana e atacar Aníbal diretamente. A precipitação de Varrão não surpreendeu Fábio, mas quando ele soube o tamanho do exército arregimentado por Varrão (88 000 soldados), ficou muito preocupado. Ao contrário das perdas de Minúcio, uma derrota decisiva de Varrão tinha o potencial esgotar os recursos da República. Fábio advertiu Emílio, urgindo-o a não deixar Varrão atacar diretamente Aníbal: "Lembre-se, deves temer não apenas Aníbal, mas também Varrão!". Segundo Plutarco, Paulo respondeu que temia mais os votos em Roma do que o exército de Aníbal.
Quando as notícias chegaram a Roma sobre a desastrosa derrota de Varrão e Paulo na Batalha de Canas, o Senado e o povo de Roma se voltaram a Fábio em busca de orientação. Antes um fracassado, agora Fábio era considerado tão sábio quanto os deuses e ele fez questão de andar pelas ruas de Roma para tentar confortar seus concidadãos. Sem seu apoio, é provável que o Senado não tivesse tido coragem sequer para se reunir, tantos foram os seus membros mortos na batalha. Fábio postou guardas nas portas da cidade para evitar que cidadãos assustados demais fugissem e mandou regulamentar os funerais, organizando horários e ordenando que cada família realizasse suas cerimônias de forma mais privada possível e no espaço de um mês. Depois disto, a cidade toda foi ritualmente purificada para livrar Roma da culpa pela derrota. Apesar do desastre, Fábio estava entre os primeiros a agradecerem Varrão, que sobreviveu ao desastre, por não ter desistido da República, e as medidas defensivas que o Senado adotou naquele momento desesperado foram depois atribuídas a ele.

### Depois da ditadura (216–210 a.C.)
Depois do inverno de 216 a.C., as condições do conflito mudaram e Aníbal estava acampado em Cápua. Apesar de ainda uma figura influente, Fábio não era mais o mais influente dos romanos. Foi eleito pontífice em 216 a.C. (ele já era membro do Colégio de Áugures, posição que ocupou por 62 anos) e, na época, se ocupou da manutenção do Templo de Vênus Ericina (e foi nomeado duúnviro), substituindo as vagas causadas pelo conflito no Senado entre romanos e latinos. 

#### Terceiro e quarto consulados (215–214 a.C.)
Em 215 a.C., foi eleito cônsul sufecto depois que Marco Cláudio Marcelo renunciou. Fábio e seu colega, Tibério Semprônio Graco, dividiram entre si o exército romano. Fábio ficou encarregado das forças em Teano Sidicino, que estava antes sob o comando do ditador Marco Júnio Pera enquanto Graco assumiu os volões (volones), escravos e mais de 25 000 sócios. Imediatamente Fábio passou a devastar a Campânia e iniciou um cerco de Cápua.
No ano seguinte, foi eleito novamente, desta vez com Marco Cláudio Marcelo. Durante seu mandato, comandou uma incursão em Sâmnio e conquistou Casilino.

#### Campanhas na Itália
Em 213 a.C., Fábio atuou como legado de seu filho, Quinto Fábio Máximo, eleito cônsul naquele ano. De acordo com Plutarco, foi para homenagear seu pai que os romanos fizeram de seu filho cônsul. Durante seu consulado, seu pai, ou por causa da idade ou para testá-lo, se dirigiu a ele montado a cavalo, mas o cônsul enviou um lictor ao pai, mandando que ele viesse a pé, caso tivesse algum assunto oficial para tratar Todos ficaram ofendidos com este comando, e, pelo silêncio, mostraram ao filho que este tratamento era indigno da sua posição, mas o pai, quase correndo, foi até o filho e o abraçou, dizendo que ele estava certo em pensamento e ato, porque ele compreendia a grandeza do cargo que o povo havia dado a ele, e que este era o espírito que havia feito a grandeza de Roma, em que pais e filhos são menos importantes que o bem comum.
Dois anos depois, quando Aníbal decidiu marchar a Roma, abandonando o cerco de Cápua, conta-se que Quinto Fúlvio Flaco escreveu imediatamente ao Senado para informar sobre as intenções do general cartaginês. Houve uma grande comoção entre os senadores que consideraram a situação crítica o suficiente para que fosse convocada uma Assembleia geral. Alguns, como Públio Cornélio Cipião Asina, propuseram que se convocassem de volta à Roma todos os comandantes e seus exércitos com o objetivo de defender a capital, abandonando assim o cerco em Cápua. Outros, por outro lado, como Fábio Máximo, consideraram vergonhoso abandonar Cápua por causa do medo que provocava os movimentos de Aníbal:
| “ | Como [Aníbal] podia esperar tomar Roma depois de ser expulso de Cápua se não havia ousado dirigir-se contra Roma depois da vitória em Canas!? | ” |
|   | — Lívio, Ab Urbe Condita XXVI, 8.4. |   |

Em 210 a.C., Tito Mânlio Torquato era o ex-censor mais idoso entre os senadores, o que tradicionalmente lhe valeria a honra de ser nomeado príncipe do senado. Porém, o censor Públio Semprônio Tuditano, responsável pela nomeação, acreditava que esta honra devia recair sobre o senador que mais merecesse a distinção, que era Fábio Máximo, censor em 230 a.C.. Seu colega, Marco Cornélio Cetego, tentou nomear Torquato, mas a opinião de Semprônio prevaleceu e Fábio Máximo foi nomeado.

### Quinto consulado (209 a.C.)

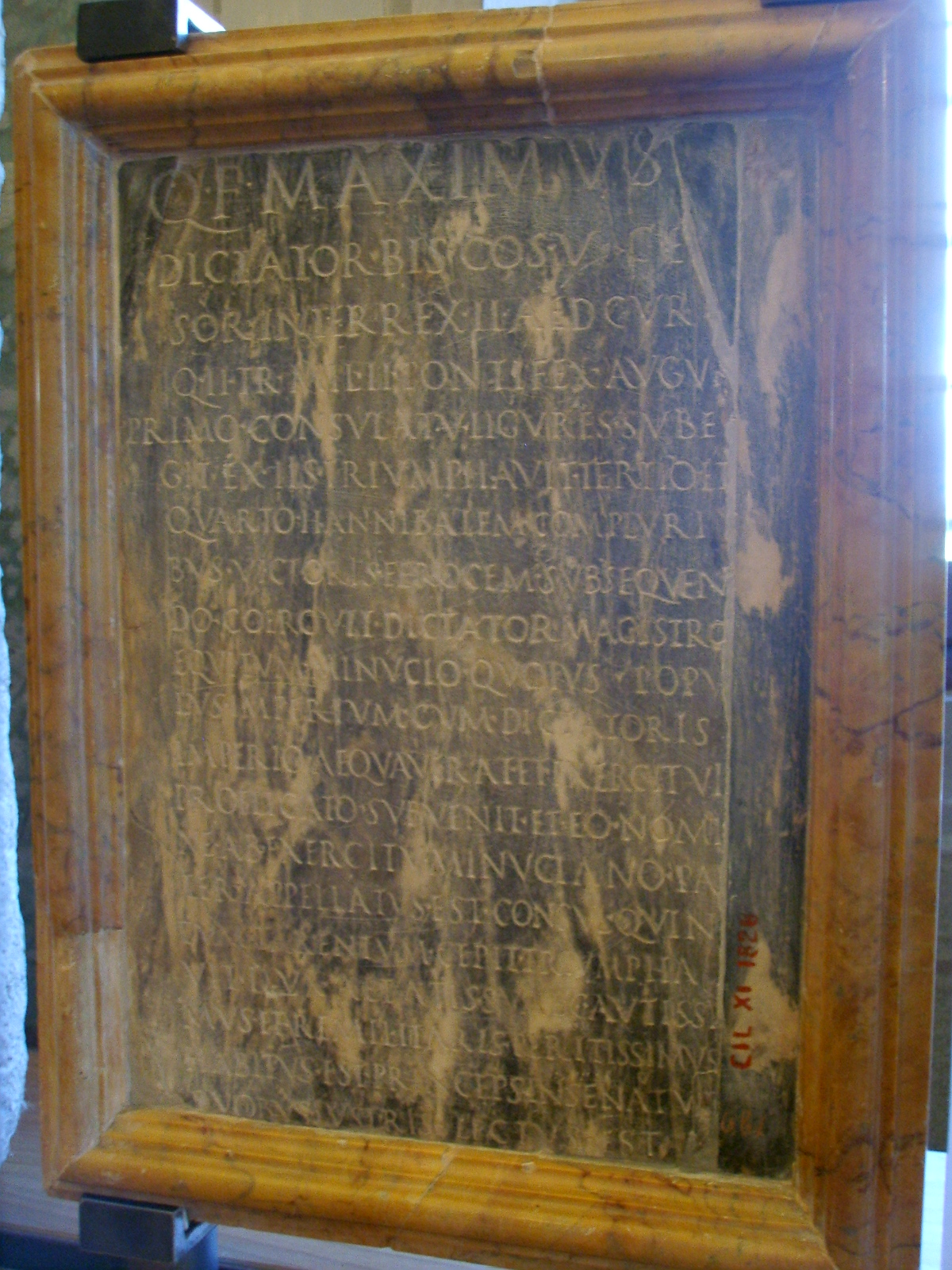
Elogio a Fábio Máximo em Florença

Perto do final de 210 a.C., Lívio conta que, depois de uma grande disputa entre o ditador Quinto Fúlvio Flaco e dois tribunos da plebe sobre a inelegibilidade de um ditador nomeado para conduzir as eleições por "evidente conflito de interesses". Como a discussão já se estendia além do prazo legal, foi firmado um acordo entre o ditador e os tribunos pelo qual seria aceita a decisão final do Senado. Como acreditava-se que o momento era particularmente crítico para o Estado, o Senado decidiu que a res publica deveria ser governada por anciãos e generais de capacidade comprovada. Por isso, foi aceita a eleição de Fúlvio Flaco, pela quarta vez, e Fábio Máximo, pela quinta.

#### Reconquista de Taranto (209 a.C.)
Nos idos de março, quando assume o posto de cônsul pela última vez, foi decidido que os dois novos cônsules dividiriam o poder regionalmente: Fábio conduziu a guerra contra Taranto enquanto Flaco marchou para a Lucânia e a terra dos brúcios (moderna Calábria). O Senado ordenou então que fosse enviado a Fábio trinta quinquerremes vindos da Sicília. Fábio ordenou então que Quinto Fábio Máximo, seu filho, reorganizasse o que restou do exército de Cneu Fúlvio Centúmalo Máximo, derrotado em morto por Aníbal na Batalha de Herdônia, no ano anterior, cerca de 4 334 soldados, e os conduzisse até o procônsul Marco Valério Levino, recebendo em troca duas legiões e os trinta quinquerremes. Logo em seguida, Fábio desferiu um duro golpe a Aníbal, reconquistando Taranto. Os soldados de Fábio saquearam a cidade, mas logo apareceu uma questão sobre o que fazer com algumas estátuas colossais das divindades de Taranto, se deveriam ser levadas a Roma ou não. Fábio respondeu negativamente afirmando que aos tarantinos deveriam ser deixados seus deuses e, por isso, apenas uma estátua de Hércules, o mítico ancestral da gente Fábia, que foi colocada no Capitólio. Anos depois, Marco Lívio Macato, o governador da cidadela de Taranto, que não havia sido conquistada pelos cartagineses, reivindicou para si o mérito da reconquista da cidade. "Certamente", respondeu ironicamente Fábio, "se não você não a tivesse perdido, eu não poderia tê-la reconquistado!".

### Últimos anos
Marco Lívio Salinador e Caio Cláudio Nero, cônsules em 208 a.C., eram inimigos mortais e sua reconciliação foi creditada principalmente aos esforços de Fábio Máximo.
Nos últimos anos da Segunda Guerra Púnica, Fábio perdeu muito de sua influência em Roma. A guerra havia se tornado mais agressiva graças a uma nova geração de comandantes. Fábio, já adulto na primeira fase da guerra, era agora um idoso e não concordava com estas táticas: ele temia — ou, talvez, invejava — a supremacia política de Cipião Africano e foi um forte opositor de seu plano de invadir a África. Fábio, contudo, não viveu para ver o final da guerra e o triunfo de seu rival, morrendo em 203 a.C., o ano no qual Aníbal deixou a Itália. Ele era muito rico, mas o povo romano assumiu o custo do funeral de seu "pai", o "Grande Ditador", "aquele que, sozinho, teve a sabedoria para salvar o Estado".
Fábio teve dois filhos, o mais jovem dos quais, Quinto Fábio Máximo Emiliano, teve a honra de proferir o discurso fúnebre de seu pai. Emiliano foi adotado, provavelmente por causa da morte do filho mais velho de Fábio. Ele era filho de Lúcio Emílio Paulo, o mesmo que, mais tarde, derrotaria Perseu da Macedônia.

## Homenagens
"Cunctator" tornou-se um honorífico e sua tática de protelação para se preparar para o dia da batalha foi seguida pelo resto da guerra. Seu sucesso militar, além da conquista de Taranto, foi pequeno, mas, por esta vitória, segundo Plutarco, Fábio recebeu seu segundo triunfo, ainda mais esplêndido que o primeiro. O fato de Fábio ter sido pontífice (mas não pontífice máximo) e áugure máximo simultaneamente não se repetiria novamente até a época de Júlio César (ou, possivelmente, Sula).